# Bibliografie Stephena Kinga
Toto je bibliografie amerického spisovatele Stephena Kinga.
King vydal svou první knihu v roce 1974 a od té doby má na svém kontě několik desítek románů, povídkových sbírek a naučných knih. Vydal také celkem 7 knih pod pseudonymem Richard Bachman.

## 1974–1983
| Český název                 | Originální název                 | USA  | ČR   | Stránky | Překlad                                  | Žánr             | Poznámka |
| --------------------------- | -------------------------------- | ---- | ---- | ------- | ---------------------------------------- | ---------------- | --- |
| Carrie                      | Carrie                           | 1974 | 1992 | 176     | Ivan Němeček                             | román            | |
| Prokletí Salemu             | Salem’s Lot                      | 1975 | 1994 | 410     | Linda Bartošková                         | román            | |
| Osvícení                    | The Shining                      | 1977 | 1993 | 404     | Ivan Němeček                             | román            | |
| —                           | Rage                             | 1977 | —    | 211     | —                                        | román            | vydáno pod pseudonymem Richard Bachman, v souvislosti se střeleckými útoky na amerických středních školách v 80. a 90. letech rozhodl autor, aby kniha nebyla již dále vydávána                         |
| Noční směna                 | Night Shift                      | 1978 | 1996 | 399     | Pavel Medek, Ivan Němeček / Tomáš Eben   | sbírka povídek   | výběr z povídek vyšel již roku 1992 pod názvem Mrtví se někdy vracejí, v roce 1996 vyšel celý soubor s překladem zbývajících povídek od Tomáše Ebena, později (2009) přeložil tyto povídky Ivan Němeček |
| —                           | The Stand                        | 1978 | —    | 894     | —                                        | román            | v Česku vyšla až rozšířená verze z roku 1990 pod stejným názvem |
| Dlouhý pochod               | The Long Walk                    | 1979 | 2005 | 280     | David Petrů                              | román            | vydáno pod pseudonymem Richard Bachman |
| Mrtvá zóna                  | The Dead Zone                    | 1979 | 1999 | 424     | Tomáš Hrách                              | román            | |
| Žhářka                      | Firestarter                      | 1980 | 1998 | 410     | Milouš Chlouba / Ivan Němeček            | román            | v roce 2008 vyšlo v novém překladu Ivana Němečka |
| Srovnáno se zemí            | Roadwork                         | 1981 | 2005 | 302     | Ivan Němeček                             | román            | vydáno pod pseudonymem Richard Bachman |
| Danse Macabre - svět hororu | Danse Macabre                    | 1981 | 2017 | 400     | Milan Žáček                              | literatura faktu | |
| Cujo                        | Cujo                             | 1981 | 1992 | 245     | Tomáš Vodák / Ivan Němeček               | román            | v roce 2009 vyšlo v novém překladu Ivana Němečka |
| Běh o život                 | The Running Man                  | 1982 | 1993 | 224     | Ivan Němeček                             | román            | vydáno pod pseudonymem Richard Bachman |
| Temná věž: Pistolník        | The Dark Tower I: The Gunslinger | 1982 | 1999 | 200     | Linda Bartošková                         | román            | v Česku vyšla i upravená a rozšířená verze z roku 2003 (poprvé v roce 2019) |
| Čtyři roční doby            | Different Seasons                | 1982 | 2003 | 471     | Ivan Němeček, Libuše a Luboš Trávníčkovi | soubor novel     | novely Nadaný žák a Tělo vyšly v Česku již roku 1991 v souboru s názvem Nadaný žák |
| Christina                   | Christine                        | 1983 | 1997 | 480     | Linda Bartošková                         | román            | |
| Řbitov zviřátek             | Pet Sematary                     | 1983 | 1994 | 398     | Ivan Němeček                             | román            | |
| Cyklus vlkodlaka            | Cycle of the Werewolf            | 1983 | 2023 | 136     | Adéla Bartlová                           | román            | vydáno s ilustracemi Bernieho Wrightsona |

## 1984–1993
| Český název                                   | Originální název                            | USA  | ČR   | Stránky | Překlad                          | Žánr             | Poznámka |
| --------------------------------------------- | ------------------------------------------- | ---- | ---- | ------- | -------------------------------- | ---------------- | --- |
| Talisman                                      | The Talisman                                | 1984 | 1996 | 636     | Ivo Reitmayer / Linda Bartošková | román            | napsáno spolu s Peterem Straubem; v roce 2014 vydáno v novém překladu Lindy Bartoškové                                              |
| Zhubni                                        | Thinner                                     | 1984 | 2012 | 242     | Ivan Němeček                     | román            | vydáno pod pseudonymem Richard Bachman                                                                                              |
| Mlha                                          | Skeleton Crew                               | 1985 | 2007 | 552     | Jiří Janda / David Petrů         | sbírka povídek   | výběr povídek z této sbírky vyšel v Česku již roku 1992 pod názvem Hodina děsu                                                      |
| To                                            | It                                          | 1986 | 1993 | 1050    | Gabriel Gössel                   | román            | |
| Dračí oči                                     | The Eyes of the Dragon                      | 1987 | 1996 | 344     | Linda Bartošková                 | román            | vydáno s ilustracemi Davida Palladiniho                                                                                             |
| Temná věž II: Tři vyvolení                    | The Dark Tower II: The Drawing of the Three | 1987 | 1999 | 426     | Linda Bartošková                 | román            | |
| Misery                                        | Misery                                      | 1987 | 1994 | 389     | Miroslav Jindra                  | román            | |
| Tommyknockeři                                 | The Tommyknockers                           | 1987 | 1997 | 614     | Ivo Reitmayer / Milan Žáček      | román            | v roce 2013 vydáno v novém překladu Milana Žáčka                                                                                    |
| —                                             | Nightmares in the Sky                       | 1988 | —    | 128     | —                                | literatura faktu | |
| Temná půle                                    | The Dark Half                               | 1989 | 1997 | 394     | Linda Bartošková                 | román            | |
| Svědectví                                     | The Stand: The Complete & Uncut Edition     | 1990 | 1995 | 896     | Tomáš Zábranský, David Záleský   | román            | |
| Čtyři po půlnoci                              | Four Past Midnight                          | 1990 | 2002 | 756     | Ivan Němeček                     | sbírka novel     | v českém vydání poprvé jako celý svazek až v roce 2023, do té doby (vydání z let 2002 a 2017) vždy jako dva svazky po dvou novelách |
| Temná věž III: Pustiny                        | The Dark Tower III: The Waste Lands         | 1991 | 2000 | 466     | Linda Bartošková                 | román            | |
| Nezbytné věci                                 | Needful Things                              | 1991 | 1993 | 624     | Gabriel Gössel                   | román            | |
| Geraldova hra                                 | Gerald's Game                               | 1992 | 1996 | 286     | Buška Bryndová                   | román            | |
| Dolores Claiborneová                          | Dolores Claiborne                           | 1992 | 1996 | 247     | Ivan Němeček                     | román            | |
| Noční můry a snové výjevy 1: Dolanův cadillac | Nightmares & Dreamscapes                    | 1993 | 2004 | 320     | Ivan Němeček                     | sbírka povídek   | |
| Noční můry a snové výjevy 2: Pátá čtvrtina    | Nightmares & Dreamscapes                    | 1993 | 2004 | 325     | David Petrů, Anna Vrbová         | sbírka povídek   | ve druhém vydání z roku 2021 doplněno o dvě další povídky Udrž hlavu a Majestátní Brooklyn v překladu Anny Vrbové                   |

## 1994–2003
| Český název                            | Originální název                                             | USA  | ČR   | Stránky | Překlad                       | Žánr             | Poznámka                                                                                                 |
| -------------------------------------- | ------------------------------------------------------------ | ---- | ---- | ------- | ----------------------------- | ---------------- | --- |
| Nespavost                              | Insomnia                                                     | 1994 | 1997 | 672     | Gabriel Gössel                | román            | |
| Rose Madder                            | Rose Madder                                                  | 1995 | 1997 | 413     | Buška Bryndová                | román            | |
| Zelená míle                            | The Green Mile                                               | 1996 | 1997 | 345     | Milouš Chlouba / Milan Žáček  | román            | v roce 2014 v novém překladu Milana Žáčka; nejprve vyšlo jako román na pokračování v šesti sešitcích     |
| Beznaděj                               | Desperation                                                  | 1996 | 1998 | 479     | Linda Bartošková              | román            | |
| Strážci zákona                         | The Regulators                                               | 1996 | 1998 | 335     | Linda Bartošková              | román            | vydáno pod pseudonymem Richard Bachman                                                                   |
| —                                      | Six Stories                                                  | 1997 | —    | 199     | —                             | sbírka povídek   | v tomto provedení v Česku nevyšlo, povídky vydány ve sbírkách Všechno je definitivní a Srdce v Atlantidě |
| Temná věž IV: Čaroděj a sklo           | The Dark Tower IV: Wizard and Glass                          | 1997 | 2001 | 656     | Linda Bartošková              | román            | |
| Pytel kostí                            | Bag of Bones                                                 | 1998 | 2000 | 496     | Linda Bartošková              | román            | |
| Holčička, která měla ráda Toma Gordona | The Girl Who Loved Tom Gordon                                | 1999 | 2000 | 192     | Linda Bartošková              | román            | |
| Srdce v Atlantidě                      | Hearts in Atlantis                                           | 1999 | 2001 | 472     | Linda Bartošková              | sbírka novel     | |
| O psaní: Memoáry o řemesle             | On Writing: A Memoir of the Craft                            | 2000 | 2002 | 224     | Iva Pekárková / David Petrů   | literatura faktu | v roce 2005 vyšlo v novém překladu Davida Petrů                                                          |
| —                                      | Secret Windows: Essays and Fiction on the Craft of Writing   | 2000 | —    | 433     | —                             | literatura faktu | |
| Pavučina snů                           | Dreamcatcher                                                 | 2001 | 2002 | 612     | David Petrů                   | román            | |
| Černý dům                              | Black House                                                  | 2001 | 2003 | 592     | Linda Bartošková              | román            | napsáno spolu s Peterem Straubem; pokračování knihy Talisman                                             |
| Všechno je definitivní                 | Everything's Eventual                                        | 2002 | 2003 | 422     | David Petrů, Linda Bartošková | sbírka povídek   | |
| Z Buicku 8                             | From a Buick 8                                               | 2002 | 2004 | 300     | Ivan Němeček                  | román            | |
| Temná věž I: Pistolník                 | The Dark Tower: The Gunslinger: Revised and Expanded Edition | 2003 | 2019 | 232     | Linda Bartošková              | román            | |
| Temná věž V: Vlci z Cally              | The Dark Tower V: Wolves of the Calla                        | 2003 | 2004 | 640     | Linda Bartošková              | román            | |

## 2004–2013
| Český název                      | Originální název                             | USA  | ČR   | Stránky | Překlad                                                  | Žánr             | Poznámka                                                                             |
| -------------------------------- | -------------------------------------------- | ---- | ---- | ------- | -------------------------------------------------------- | ---------------- | ------------------------------------------------------------------------------------ |
| Temná věž VI: Zpěv Susannah      | The Dark Tower VI: Song of Susannah          | 2004 | 2005 | 376     | Linda Bartošková                                         | román            |                                                                                      |
| Temná věž VII: Temná věž         | The Dark Tower VII: The Dark Tower           | 2004 | 2006 | 725     | Linda Bartošková                                         | román            |                                                                                      |
| —                                | Faithful                                     | 2004 | —    | 432     | —                                                        | literatura faktu |                                                                                      |
| Colorado Kid                     | The Colorado Kid                             | 2005 | 2017 | 182     | Linda Bartošková                                         | román            |                                                                                      |
| Puls                             | Cell                                         | 2006 | 2006 | 328     | Linda Bartošková                                         | román            |                                                                                      |
| Lisey a její příběh              | Lisey's Story                                | 2006 | 2007 | 464     | Linda Bartošková                                         | román            |                                                                                      |
| Blaze                            | Blaze                                        | 2007 | 2008 | 192     | Linda Bartošková                                         | román            | vydáno pod pseudonymem Richard Bachman                                               |
| Ostrov Duma Key                  | Duma Key                                     | 2008 | 2008 | 556     | Linda Bartošková                                         | román            |                                                                                      |
| Za soumraku                      | Just After Sunset                            | 2008 | 2009 | 342     | Linda Bartošková                                         | sbírka povídek   |                                                                                      |
| Stephen King jde do kina         | Stephen King Goes to the Movies              | 2009 | 2010 | 392     | David Petrů, Ivan Němeček, Linda Bartošková, Pavel Medek | sbírka povídek   | speciální vydání Kingových některých zfilmovaných povídek a novel s komentáři autora |
| Pod kupolí                       | Under the Dome                               | 2009 | 2010 | 944     | Linda Bartošková                                         | román            |                                                                                      |
| Americký upír                    | American Vampire                             | 2010 | 2013 | 200     | Viktor Janiš                                             | komiks           |                                                                                      |
| —                                | Blockade Billy                               | 2010 | —    | 38      | —                                                        | novela           | samostatně v Česku nevyšlo, vydáno později ve sbírce Bazar zlých snů                 |
| Černočerná tma                   | Full Dark, No Stars                          | 2010 | 2011 | 336     | Linda Bartošková                                         | sbírka novel     |                                                                                      |
| Dallas 63                        | 11/22/63                                     | 2011 | 2012 | 736     | Linda Bartošková                                         | román            |                                                                                      |
| Temná věž: Závan klíčovou dírkou | The Dark Tower: The Wind Through the Keyhole | 2012 | 2013 | 248     | Linda Bartošková                                         | román            | odehrává se mezi Temná věž: Čaroděj a sklo a Temná věž: Vlci z Cally                 |
| Lunapark                         | Joyland                                      | 2013 | 2013 | 204     | Linda Bartošková                                         | román            |                                                                                      |
| Doktor spánek                    | Doctor Sleep                                 | 2013 | 2014 | 456     | Linda Bartošková                                         | román            | pokračování knihy Osvícení                                                           |

## 2014-2023
| Český název                 | Originální název     | USA  | ČR   | Stránky | Překlad          | Žánr           | Poznámka |
| --------------------------- | -------------------- | ---- | ---- | ------- | ---------------- | -------------- | --- |
| Pan Mercedes                | Mr Mercedes          | 2014 | 2014 | 438     | Linda Bartošková | román          | série Bill Hodges |
| Revival                     | Revival              | 2014 | 2015 | 380     | Linda Bartošková | román          | |
| Právo nálezce               | Finders Keepers      | 2015 | 2015 | 390     | Linda Bartošková | román          | série Bill Hodges |
| Bazar zlých snů             | Bazaar of Bad Dreams | 2015 | 2016 | 472     | Linda Bartošková | sbírka povídek | |
| Konec hlídky                | End of Watch         | 2016 | 2016 | 328     | Linda Bartošková | román          | série Bill Hodges |
| Kouzelná skříňka pro Gwendy | Gwendy's Button Box  | 2017 | 2018 | 160     | Ivan Němeček     | novela         | napsáno s Richardem Chizmarem |
| Růženky                     | Sleeping Beauties    | 2017 | 2018 | 624     | Linda Bartošková | román          | napsáno se synem Owenem Kingem |
| Outsider                    | The Outsider         | 2018 | 2019 | 432     | Ivan Němeček     | román          | |
| Povznesení                  | Elevation            | 2018 | 2019 | 144     | Linda Bartošková | novela         | |
| Laurie                      | Laurie               | 2019 | 2019 | 35      | Linda Bartošková | povídka        | vyšlo nejprve pouze v elektronické verzi (v češtině je povídka dostupná na stránkách nakladatelství Beta), později v roce 2024 jako součást sbírky You Like It Darker |
| Ústav                       | The Institute        | 2019 | 2020 | 576     | Ivan Nemeček     | román          | |
| Když teče krev              | If It Bleeds         | 2020 | 2021 | 348     | Linda Bartošková | sbírka novel   | |
| Později                     | Later                | 2021 | 2021 | 336     | Miroslav Jindra  | román          | |
| Billy Summers               | Billy Summers        | 2021 | 2022 | 450     | Adéla Bartlová   | román          | |
| Poslední úkol pro Gwendy    | Gwendy's Final Task  | 2022 | 2022 | 408     | Dina Podzimková  | román          | napsáno s Richardem Chizmarem (mezi Kouzelnou skříňkou pro Gwendy a touto vyšel ještě druhý díl Kouzelné pírko pro Gwendy, který napsal Chizman bez Kinga)            |
| Pohádka                     | Fairy Tale           | 2022 | 2023 | 456     | Adéla Bartlová   | román          | |
| Holly                       | Holly                | 2023 | 2024 | 400     | Adéla Bartlová   | román          | |

## od roku 2024
| Český název             | Originální název   | USA  | ČR | Stránky | Překlad        | Žánr           | Poznámka |
| ----------------------- | ------------------ | ---- | -- | ------- | -------------- | -------------- | -------- |
| Čím temnější, tím lepší | You Like It Darker | 2024 | —  | 512     | Adéla Bartlová | sbírka povídek |          |